# Semiothisa continuata
Semiothisa continuata är en fjärilsart som beskrevs av Walker 1862. Semiothisa continuata ingår i släktet Semiothisa och familjen mätare. Inga underarter finns listade i Catalogue of Life.